# Tarek Salman
Tarek Salman (Catar, 5 de diciembre de 1997) es un futbolista catarí que se demarca como centrocampista defensivo o defensa central en Al-Sadd de la Liga de fútbol de Catar.

## Trayectoria

### Inicios
Se unió a la Aspire Academy durante la temporada 2008/09 y más tarde empezó a jugar en el club Lekhwiya de su país, a nivel juvenil. También estuvo a prueba y entrenando con las divisiones menores de la Real Sociedad y el Deportivo Alavés, ambos de España.

### Profesional
En julio de 2016 inició su trayectoria a nivel profesional tras convertirse en nuevo jugador del Cultural Leonesa de la Segunda División B de España. Aunque formó parte de la dinámica de entrenamientos de la primera plantilla, su destino inicial fue el Júpiter Leonés, equipo filial, sin embargo estuvo en banca en varios partidos del primer equipo, que terminó saliendo campeón en la temporada 2016-17, ascendiendo a segunda división. 
El 16 de agosto de 2017, Júpiter Leonés lo cedió al Atlético Astorga de la Tercera División de España (cuarta categoría) para la temporada 2017/18. El 23 de septiembre de 2017 debuta con el club en el empate 1-1 ante Almazán, jugando 65 minutos desde el arranque. Disputó un partido más y regresó a Júpiter Leonés, debutando el 14 de enero de 2018 en la Primera División Regional Aficionados de Castilla y León (quinta división del fútbol español) jugando como titular en la goleada por 3-0 sobre La Cistérniga. En total disputó 10 partidos con el Júpiter Leonés, saliendo campeón del Grupo B de la división regional, ascendiendo a cuarta división.
El 13 de julio de 2018 Júpiter Leonés lo prestó al Al-Sadd, el club más ganador de Catar, hasta el 30 de junio de 2019. Con este equipo jugó su primer encuentro el 22 de septiembre de 2018 en la goleada por 5-0 sobre Al-Rayyan. Salman terminó quedándose en Al-Sadd.

## Selección nacional
Salman forma parte de la selección de fútbol de Catar con la cual lleva disputados 28 encuentros. En diciembre de 2018 fue incluido en la lista de 23 jugadores para afrontar la Copa Asiática 2019 disputada en Emiratos Árabes Unidos, torneo en el cual Salman jugó todos los encuentros como defensor central formando parte de la histórica consecución del título, el cual fue el primero en toda la historia de la selección catarí.
En junio de 2019 disputó la Copa América 2019 con su selección que participaba como invitada, sin embargo no pasaron de la fase de grupos, jugando Salman como titular los tres encuentros.
Además de la categoría mayor, Al-Rawi también integró las selecciones sub-19, sub-20 y sub-23. Con la sub-19 salió campeón del Campeonato sub-19 de la AFC 2014 y con el equipo sub-20 participó en la Copa Mundial de Fútbol Sub-20 de 2015, donde fue convocado pese a tener 17 años, jugando uno de los encuentros de titular.

### Participaciones en Copas Asiáticas
| Copa                               | Sede                   | Resultado    | Partidos | Goles |
| ---------------------------------- | ---------------------- | ------------ | -------- | ----- |
| Campeonato sub-19 de la AFC 2014   | Birmania               | Campeón      | 6        | 0     |
| Campeonato sub-19 de la AFC 2016   | Baréin                 | Primera fase | 3        | 0     |
| Campeonato Sub-23 de la AFC 2018   | China                  | Tercer lugar | 6        | 0     |
| Copa Asiática 2019                 | Emiratos Árabes Unidos | Campeón      | 7        | 0     |
| Copa de Naciones del Golfo de 2019 | Catar                  | Semifinales  | 4        | 0     |

### Participaciones en Copas América
| Copa              | Sede   | Resultado    | Partidos | Goles |
| ----------------- | ------ | ------------ | -------- | ----- |
| Copa América 2019 | Brasil | Primera fase | 3        | 0     |

### Participaciones en Copas del Mundo
| Mundial                  | Sede          | Resultado      | Partidos | Goles |
| ------------------------ | ------------- | -------------- | -------- | ----- |
| Copa Mundial Sub-20 2015 | Nueva Zelanda | Fase de grupos | 1        | 0     |
| Copa Mundial 2022        | Catar         | Fase de grupos | 1        | 0     |

## Clubes y estadísticas
Actualizado el 13 de agosto de 2020.
| Cultural Leonesa · España | 2016/17          | 3ª               | 0  | 0 | 0 | 0 | —  | — | 0  | 0 |
| Cultural Leonesa · España | Total club       | Total club       | 0  | 0 | 0 | 0 | 0  | 0 | 0  | 0 |
| Atlético Astorga · España | 2017/18          | 4ª               | 2  | 0 | — | — | —  | — | 2  | 0 |
| Atlético Astorga · España | Total club       | Total club       | 2  | 0 | 0 | 0 | 0  | 0 | 2  | 0 |
| Júpiter Leonés · España | 2017/18          | 5ª               | 10 | 0 | — | — | —  | — | 10 | 0 |
| Júpiter Leonés · España | Total club       | Total club       | 10 | 0 | 0 | 0 | 0  | 0 | 10 | 0 |
| Al-Sadd Catar | 2018/19          | 1ª               | 15 | 0 | 3 | 0 | 8  | 0 | 26 | 0 |
| Al-Sadd Catar | 2019/20          | 1ª               | 15 | 0 | 1 | 0 | 9  | 0 | 25 | 0 |
| Al-Sadd Catar | Total club       | Total club       | 30 | 0 | 4 | 0 | 17 | 0 | 51 | 0 |
| Total en carrera | Total en carrera | Total en carrera | 42 | 0 | 4 | 0 | 17 | 0 | 63 | 0 |
| (1)Incluye datos de la Copa del Emir de Catar (2019 y 2020). (2)Incluye datos de la Liga de Campeones de la AFC (2019 y 2020) y la Copa Mundial de Clubes de la FIFA (2019). |                  |                  |    |   |   |   |    |   |    |   |

## Palmarés

### Campeonatos nacionales
- 1 Segunda División B de España: 2016/17
- 1 Campeonato Grupo B de la Primera División Regional Aficionados de Castilla y León: 2017/18
- 1 Liga de fútbol de Catar: 2018/19
- 1 Copa del Jeque Jassem: 2019
- 1 Copa Príncipe de la Corona de Catar: 2020

### Copas internacionales
| Título                      | Equipo                    | Sede                   | Año  |
| --------------------------- | ------------------------- | ---------------------- | ---- |
| Campeonato Sub-19 de la AFC | Selección sub-20 de Catar | Birmania               | 2014 |
| Copa Asiática               | Selección de Catar        | Emiratos Árabes Unidos | 2019 |
| Copa Asiática               | Selección de Catar        | Catar                  | 2024 |